# Piz Bernina
La Piz Bernina  és una muntanya de 4.049 metres que es troba a cantó de Grisons a Suïssa, punt més alt del Massís de la Bernina.